# Jesus Villafañe
Jesus Villafañe Marquina, genannt Fañe (* 19. November 1986 in Barinas) ist ein venezolanischer Beachvolleyballspieler.

## Karriere
Fañe wurde zusammen mit Jackson Henríquez 2005 in Rio de Janeiro U21-Vizeweltmeister und spielte mit Rodolfo Serquera 2006 bei der U21-Weltmeisterschaft in Mysłowice. 2008 bildete er ein Duo mit Farid Mussa und absolvierte seine ersten Open-Turniere sowie zwei Grand Slams in Berlin und Paris. Anschließend kam er mit seinem langjährigen Partner Igor Hernández zusammen. Beim ersten gemeinsamen Auftritt erreichten Fañe/Hernandez in Guarujá als Neunte gleich die Top Ten. Das gleiche Ergebnis gelang ihnen kurz darauf in Manama. 2009 schafften die beiden Venezolaner unter anderem einen 17. Platz beim Grand Slam in Gstaad. Im folgenden Jahr kamen sie bei internationalen Turnieren jedoch nicht über Platz 33 hinaus und 2011 war das beste Ergebnis Platz 25 bei den Brasília Open. 2012 wurden Fañe/Hernández in Peking und Berlin jeweils 17. Beim Continental Cup der CSV qualifizierten sie sich für die Olympischen Spiele in London. Dort trafen sie in der Vorrunde unter anderem auf die deutschen Teilnehmer Jonathan Erdmann und Kay Matysik. 2013 nahmen Fañe/Hernández an der Weltmeisterschaft in Stare Jabłonki teil und erreichten dabei die erste Hauptrunde, in der sie gegen die Italiener Nicolai/Lupo ausschieden.
Seit 2014 ist Jackson Henríquez erneut der Partner von Fañe. 2015 nahmen Fañe/Henríquez an der Weltmeisterschaft in den Niederlanden teil und erreichten dabei die erste Hauptrunde, in der sie gegen die Australier Kapa/McHugh ausschieden. Die beiden Venezolaner scheiterten 2016 und 2021 bei den kontinentalen Qualifikationsturnieren für die Olympischen Spiele jeweils knapp am chilenischen bzw. argentinischen Team.